# Giuseppe Gemiti
Giuseppe Gemiti (Francoforte sul Meno, 3 maggio 1981) è un allenatore di calcio ed ex calciatore tedesco di origini italiane, di ruolo difensore o centrocampista, tecnico in seconda della Triestina.

## Caratteristiche tecniche
Giocava come terzino o centrocampista di fascia sinistra, più votato alla spinta che alla copertura.

## Carriera

### Club
Inizia la sua carriera da professionista nella squadra della sua città natale, l'Eintracht Francoforte; esordisce in campionato collezionando tre presenze nella stagione Bundesliga 2000-2001, e 12 nella 2. Fußball-Bundesliga 2001-2002. Nell'estate 2002 approda a parametro zero all'Udinese, con cui esordisce in Serie A il 15 settembre 2002 in Udinese-Parma 1-1. Nella prima stagione viene impiegato con regolarità da Luciano Spalletti (26 presenze), mentre nell'annata successiva gioca solamente 4 partite fino a gennaio, quando viene ceduto al Genoa, in Serie B.
Con i Grifoni disputa una stagione e mezza in cadetteria, totalizzando 50 presenze. Nel 2005 passa al Modena, ma a metà campionato ritorna in Serie A vestendo la maglia del Chievo, che lo preleva in prestito e lo utilizza come rincalzo (9 presenze senza reti).
Rientrato al Modena, viene nuovamente ceduto in prestito, questa volta al Piacenza, dove rimane per due stagioni alternandosi sulla fascia sinistra con Michele Anaclerio. Nel 2008 non viene riscattato dal Piacenza, e ritorna al Modena, dove rimane per una stagione.
Il 5 gennaio 2010 passa al Novara, con cui conquista la doppia promozione dalla Lega Pro Prima Divisione alla Serie A.
Dopo tre anni al Novara si trasferisce al Livorno a titolo definitivo tramite uno scambio col difensore labronico Romano Perticone. Con la formazione toscana ottiene la sua seconda promozione in Serie A, dopo i play-off vinti in finale contro l'Empoli, e vi milita per altre due stagioni, una nella massima serie e una in Serie B. Nel giugno 2015, in scadenza di contratto, lascia il Livorno.
Il 19 giugno seguente passa al Bari, con cui firma un contratto annuale. Colleziona 20 presenze e raggiunge i playoff, ma la sua squadra viene eliminata dal Novara dopo i tempi supplementari (3-4) ai turni preliminari.
Il 24 giugno 2016 passa ufficialmente alla Cremonese. Al termine della stagione, conclusa con la vittoria del campionato, si ritira dal calcio giocato e diventa osservatore per il club lombardo.
Dal 2018 al 2020 allena nel settore giovanile del Genoa, poi dal 2020 entra nello staff di Attilio Tesser seguendolo a Modena ed a Trieste.

### Nazionale
Durante la militanza nell'Eintracht viene convocato nelle nazionali giovanili tedesche: disputa la fase finale dell'Europeo Under 18 nel 2000, e il Mondiale Under 20 in Argentina nel 2001. Ha fatto parte anche della Nazionale di calcio della Germania Under-21, partecipando al Campionato europeo di calcio Under-21 2004.

## Statistiche

### Presenze e reti nei club
| Stagione              | Squadra               | Campionato            | Campionato | Campionato | Coppe nazionali | Coppe nazionali | Coppe nazionali | Coppe continentali | Coppe continentali | Coppe continentali | Altre coppe | Altre coppe | Altre coppe | Totale | Totale |
| Stagione              | Squadra               | Comp                  | Pres       | Reti       | Comp            | Pres            | Reti            | Comp               | Pres               | Reti               | Comp        | Pres        | Reti        | Pres   | Reti   |
| --------------------- | --------------------- | --------------------- | ---------- | ---------- | --------------- | --------------- | --------------- | ------------------ | ------------------ | ------------------ | ----------- | ----------- | ----------- | ------ | ------ |
| 2000-2001             | E. Francoforte        | BL                    | 3          | 0          | CG              | 0               | 0               | -                  | -                  | -                  | -           | -           | -           | 3      | 0      |
| 2001-2002             | E. Francoforte        | ZL                    | 12         | 2          | CG              | 1               | 0               | -                  | -                  | -                  | -           | -           | -           | 13     | 2      |
| Totale E. Francoforte | Totale E. Francoforte | Totale E. Francoforte | 15         | 2          |                 | 1               | 0               |                    | -                  | -                  |             | -           | -           | 16     | 2      |
| 2002-2003             | Udinese               | A                     | 26         | 0          | CI              | 2               | 0               | -                  | -                  | -                  | -           | -           | -           | 28     | 0      |
| 2003-gen. 2004        | Udinese               | A                     | 4          | 0          | CI              | 0               | 0               | CU                 | 0                  | 0                  | -           | -           | -           | 4      | 0      |
| Totale Udinese        | Totale Udinese        | Totale Udinese        | 30         | 0          |                 | 2               | 0               |                    | 0                  | 0                  |             | -           | -           | 32     | 0      |
| gen.-giu. 2004        | Genoa                 | B                     | 23         | 1          | CI              | -               | -               | -                  | -                  | -                  | -           | -           | -           | 23     | 1      |
| 2004-2005             | Genoa                 | B                     | 27         | 2          | CI              | 1               | 0               | -                  | -                  | -                  | -           | -           | -           | 28     | 2      |
| Totale Genoa          | Totale Genoa          | Totale Genoa          | 50         | 3          |                 | 1               | 0               |                    | -                  | -                  |             | -           | -           | 51     | 3      |
| 2005-gen. 2006        | Modena                | B                     | 14         | 0          | CI              | 1               | 1               | -                  | -                  | -                  | -           | -           | -           | 15     | 1      |
| gen.-giu. 2006        | Chievo                | A                     | 9          | 0          | CI              | -               | -               | -                  | -                  | -                  | -           | -           | -           | 9      | 0      |
| 2006-2007             | Piacenza              | B                     | 35         | 1          | CI              | 2               | 0               | -                  | -                  | -                  | -           | -           | -           | 37     | 1      |
| 2007-2008             | Piacenza              | B                     | 31         | 1          | CI              | 2               | 0               | -                  | -                  | -                  | -           | -           | -           | 33     | 1      |
| Totale Piacenza       | Totale Piacenza       | Totale Piacenza       | 66         | 2          |                 | 4               | 0               |                    | -                  | -                  |             | -           | -           | 70     | 2      |
| 2008-2009             | Modena                | B                     | 31         | 1          | CI              | 2               | 0               | -                  | -                  | -                  | -           | -           | -           | 33     | 1      |
| Totale Modena         | Totale Modena         | Totale Modena         | 45         | 1          |                 | 3               | 1               |                    | -                  | -                  |             | -           | -           | 48     | 2      |
| gen.-giu. 2010        | Novara                | 1D                    | 16         | 0          | CI-CI-LP        | -               | -               | -                  | -                  | -                  | SL-PD       | 2           | 1           | 18     | 1      |
| 2010-2011             | Novara                | B                     | 36+3       | 0          | CI              | 2               | 0               | -                  | -                  | -                  | -           | -           | -           | 41     | 0      |
| 2011-2012             | Novara                | A                     | 34         | 1          | CI              | 2               | 1               | -                  | -                  | -                  | -           | -           | -           | 36     | 2      |
| Totale Novara         | Totale Novara         | Totale Novara         | 86+3       | 1          |                 | 4               | 1               |                    | -                  | -                  |             | 2           | 1           | 95     | 3      |
| 2012-2013             | Livorno               | B                     | 35+4       | 0          | CI              | 3               | 0               | -                  | -                  | -                  | -           | -           | -           | 42     | 0      |
| 2013-2014             | Livorno               | A                     | 10         | 0          | CI              | 1               | 0               | -                  | -                  | -                  | -           | -           | -           | 11     | 0      |
| 2014-2015             | Livorno               | B                     | 29         | 0          | CI              | 1               | 0               | -                  | -                  | -                  | -           | -           | -           | 30     | 0      |
| Totale Livorno        | Totale Livorno        | Totale Livorno        | 74+4       | 0          |                 | 5               | 0               |                    | -                  | -                  |             | -           | -           | 83     | 0      |
| 2015-2016             | Bari                  | B                     | 20+1       | 0          | CI              | 1               | 0               | -                  | -                  | -                  | -           | -           | -           | 22     | 0      |
| 2016-2017             | Cremonese             | LP                    | 16         | 0          | CI+CI-LP        | 2+0             | 0               | -                  | -                  | -                  | -           | -           | -           | 18     | 0      |
| Totale carriera       | Totale carriera       | Totale carriera       | 411+8      | 9          |                 | 23              | 2               |                    | 0                  | 0                  |             | 2           | 1           | 444    | 12     |

## Palmarès

### Club

#### Competizioni nazionali
- Lega Pro Prima Divisione: 1

Novara: 2009-2010
- Lega Pro: 1

Cremonese: 2016-2017
- Supercoppa di Lega Prima Divisione: 1

Novara: 2010